# César Fantauzzi
César Fantauzzi Basanet (27 luglio 1957) è un ex cestista portoricano.

## Carriera
Con Porto Rico ha disputato i Giochi panamericani di San Juan 1979.